# 클래식 팝
클래식 팝(영어: Classic Pop)은 영국의 음악 잡지로 2012년 10월 창간되었다. 이언 필이 세워 첫 19호 동안 편집장을 맡았다. 릭 플린이 다음 편집장을 맡아 23호까지 이어졌으며, 현재는 스티브 하넬이 자리에 존재한다. 이언 필은 현재도 설립자 겸 선임기자로 남아 있다.
클래식 팝은 앤섬 퍼블리싱에서 격월호로 시작하였지만, 2020년 4월 코로나19 범유행으로 인해 잡지의 발행을 일시 중단한 후 월간 잡지로 바뀌었다. 앤섬이 자매지인 롱 리브 바이닐의 발행을 중단한지 3개월 만에 클래식 팝은 격월 잡지로 돌아왔으며, 특별판이 가끔 발행된다.

## 섹션

### 팝의 대부/대모(Godfathers/Godmothers of Pop)
클래식 팝의 주요 섹션 중 하나로 단독 인터뷰와 함께 음악가를 소개하는 팝의 대부/대모가 있다. 마크 알몬드, 애덤 앤트, 월리 바더로우, 톰 베일리, 앤디 벨, 블랑망제, 토머스 돌비, 볼프강 플뤼어, 마틴 프라이, 글렌, 클레어 그로건, 토니 해들리, 대릴 홀, 모르텐 하르케, 닉 헤이워드, 피터 훅, 트레버 혼, 스티브 얀센, 맷 존슨, 하워드 존스, 개리 켐프, 닉 커쇼, 마틴 킹, 애니 레녹스, 론 마엘, 필 만자네라, 디에터 메이어, 대니얼 밀러, 카일리 미노그, 조르지오 모로더, 오노 요코, 앤디 패트리지, 케이트 피어슨, 닉 로즈, 나일 로저스, 숀 라이더, 캐설 스미스, 리사 스탠스필드, 수전 앤 설리, 버너드 섬너, 존 테일러, 트레이시 손, 토야, 밋지 유르, 마틴 웨어, 피터 워터맨 등이 있다.

### 고전 음반(Classic Album)
클래식 팝은 매 호마다 5쪽 가량의 영향력 있는 음반에 대해 소개하는 고전 음반(Classic Album) 섹션을 가지고 있다.
- 록시 뮤직 《Avalon》
- 휴먼 리그 《Crash》
- 애덤 앤 디 앤츠 《Dirk Wears White Sox》
- 휴먼 리그 《Dare》
- 왬! 《Fantastic》
- 재팬 《Gentlemen Take Polaroids》
- 케이트 부시 《Hounds of Love》
- 아하 《Hunting High and Low》
- 이레이저 《The Innocents》
- 카일리 미노그 《Kylie》
- ABC 《The Lexicon of Love》
- 마돈나 《Madonna》
- 마돈나 《True Blue》
- 마이클 잭슨 《Off the Wall》
- 심플 마인즈 《Once Upon a Time》
- 헤어컷 원 헌드레드 《Pelican West》
- 프린스 앤 더 레볼루션 《Purple Rain》
- 네네 체리 《Raw Like Sushi》
- 자넷 잭슨 《Rhythm Nation 1814》
- 듀란 듀란 《Rio》
- 프라이멀 스크림 《Screamadelica》
- 토크 토크 《Spirit of Eden》

### 게스트 리뷰어(Guest Reviewers)
2014년 5월부터 싱글 리뷰는 특별한 게스트가 와서 리뷰를 한다. 현재가지 리뷰를 한 사람 중에는 아래가 포함돼 있다.
- 닐 아서
- 사라 콕스
- 캐럴 데커
- 닥터 로버트
- 소피 엘리스 벡스터
- 마틴 프라이
- 폴 히튼
- 빌리 레이 마틴
- 디에터 메이어
- 크리스 스테인
- 닉 밴 이드
- 팀 휠러
- 자 워블